# BBC Two
BBC Two es el segundo canal de televisión de la BBC, y transmite para el Reino Unido, Isla de Man y las Islas del Canal, puesto en marcha en 1964. La cadena se financia a través de un canon televisivo y no tiene publicidad en su programación, y está considerada como la primera cadena de Europa en emitir su programación a color desde 1967.

## Historia
En 1962 un informe realizado por un comité de radiodifusión recomendó la creación de un tercer canal de televisión llevado a cabo por la BBC. Tras realizar varias pruebas a lo largo de los meses, el lanzamiento oficial de BBC2 estaba previsto para el 20 de abril de 1964 con la programación de una comedia ligera llamada The Alberts, la actuación del comediante soviético Arkady Raikin, una producción de Cole Porter llamada Kiss me, Kate y un espectáculo de fuegos artificiales.
Sin embargo, un fallo en el sistema eléctrico producido media hora antes del estreno con origen en la Estación de Battersea provocó que el centro de televisión no tuviera energía, y mientras que BBC One continuó sus transmisiones regulares la nueva cadena no pudo hacer nada para emitir la programación ideada. Como el centro de noticias de la BBC no se vio afectado, ellos dieron las noticias en BBC Two esa noche, presentadas por Gerald Priestland, alrededor de las 19.25. A las 11:00 del 21 de abril, la electricidad volvió a los estudios y pudo comenzar la programación, convirtiendo así al programa educacional Play School como el primero emitido de forma oficial en BBC2, mientras que los programas ideados para el día anterior fueron emitidos ese mismo día.
Para establecer el nuevo canal y habituar a los espectadores, BBC apostó por realizar una gran promoción con la emisión de series. Una de las primeras fue la adaptación de la obra literaria La saga de los Forsyte, que se convirtió en el primer éxito de la nueva cadena y ayudó a su implementación entre los espectadores. Además, la programación de la cadena mostraba espacios educacionales e informativos.
En lugar del sistema empleado por las cadenas existentes BBC One e ITV, que emitían en 405 líneas del VHF, BBC Two emitía solo en el sistema de UHF de 625 líneas. Esto generó un mercado de televisores duales que permitían captar ambos sistemas. Los problemas técnicos, que incluían la imposibilidad de emitir programas estadounidenses debido a los fallos en la conversión del sistema NTSC, fueron resueltos posteriormente.
En julio de 1967, BBC Two fue el primer canal europeo en emitir programación en color empleando para ello el sistema PAL. BBC One e ITV se unieron al sistema PAL el 15 de noviembre de 1969. El canal continuó con su línea de programas y ofreció grandes producciones como la serie Civilisation.
BBC Two será el primer canal de televisión analógica que pasará exclusivamente al sistema de TDT, con un apagón analógico que va desde 2007 hasta 2013, región por región, en el que BBC Two será apagado meses antes que el resto de canales.

## Programación
BBC Two se ha caracterizado por mostrar habitualmente producciones enfocadas a un público minoritario y a enfatizar su vocación de canal cultural y educativo, así como a la producción de formatos innovadores o más arriesgados que los emitidos en BBC One, con un corte más popular.
Un programa exitoso de la BBC Two puede ser trasladado a BBC One, tal como ha sucedido con Have I Got News For You. El canal también tiene reputación por mostrar producciones de drama, como Boys from the Blackstuff (1982) y la épica de 1996, aclamada por la crítica Our Friends in the North. En cuanto al cine, la cadena suele mostrar películas de corte independiente e internacional.
La cadena tiene cortes territoriales con programación especializada para Irlanda del Norte, Escocia y Gales.

### Programas populares
- The Money Programme (1966-) - Negocios
- Arena (1975-) - Documentales
- Fawlty Towers (1975, 1979) - Comedia
- Top Gear (1978-) - Automovilismo
- Newsnight (1980-) - Actualidad
- Red Dwarf (1988-1999) - Comedia
- Mary Whitehouse Experience (1991-1992) - Comedia
- Later... with Jools Holland (1991-) - Música
- The Day Today (1994) - Comedia
- TOTP2 (1994-2004) - Música
- Room 101 (1994-) - Comedia
- Shooting Stars (1995-2002) - comedia surreal, panel de juegos
- Never Mind The Buzzcocks (1996-) -  comedia surreal, panel de juegos mostrados con temas pop y rock.
- I'm Alan Partridge (1997, 2002) - Comedia
- Louis Theroux's Weird Weekends (1998-) - Documentales
- Goodness Gracious Me (1998-2001) - Comedia
- League of Gentlemen (1999-2002) - Comedia
- Coupling (2000-) - Comedia
- Local Heroes (2001)
- What the Victorians Did for Us (2001)
- The Office (2001-2003) - Comedia
- The Kumars at No. 42 (2001-) - Comedia
- Dead Ringers (2002-) - Comedia
- Top Gear (2002-) - Comedia

## Directores de BBC Two
- 1964–1965: Michael Peacock
- 1965–1969: David Attenborough
- 1969–1974: Robin Scott
- 1974–1978: Aubrey Singer
- 1978–1982: Brian Wenham
- 1982–1987: Graeme MacDonald
- 1987–1992: Alan Yentob
- 1992–1996: Michael Jackson
- 1996–1999: Mark Thompson
- 1999–2004: Jane Root
- 2004–presente: Roly Keating